# Airparif
Airparif je francouzská nezisková organizace pověřená monitorováním kvality ovzduší v Paříži jakož i v celém regionu Île-de-France. Společnost byla založena v roce 1979 kvůli zvyšující se míře znečištění ovzduší. Sídlí na adrese Rue Crillon ve 4. pařížském obvodu.

## Činnost
V souladu se zákonem o ovzduší z roku 1996 je Airparif neziskové sdružení. Asociaci schválilo Ministerstvo životního prostředí a udržitelného rozvoje a jeho správní rada se skládá ze zástupců státu, místních samospráv v regionu a uznávaných sdružení na ochranu životního prostředí, kvalifikovaných odborníků v oblasti znečištění ovzduší a zástupců různých aktivit, které produkují znečišťující látky. Tuto pluralitu vyžaduje zákon a jejím cílem je zajistit nezávislost orgánu a tím i objektivitu opatření a výsledků.
Mezi hlavní úkoly Airparif patří vedle samotného monitorování kvality ovzduší (včetně předpovědi případů znečištění) posuzování dopadu opatření ke snížení emisí a informování úřadů, občanů a médií.
Airparif denně poskytuje aktuální informace o kvalitě ovzduší a poskytuje předpověď nebo upozornění na hlavních znečišťující látky tj. oxid dusičitý, ozon, oxid siřičitý, ale také na výskyt prachových částic (zejména do 10 μm), oxidu uhelnatého a těkavých organických látek.
Airparif má při měření a vyhodnocování k dispozici tři nástroje: stálé měřicí stanice, jednorázová měření na problematických místech nebo při specifických znečišťujících látkách a modelovací přístroje, které umožňují vytvářet mapy a předpovědi i předvídat dopad při snížení znečištění.
V celém regionu Île-de-France je umístěno 47 automatických měřících stanic se 113 měřicími přístroji. Tyto stanice jsou dvojího typu. Základnové stanice měří vždy ve čtvrti nebo geografické oblasti, které se nacházejí daleko od zdrojů znečištění (např. v parcích), a které zachycují nepřetržitě běžné znečištění. Provozní stanice jsou naopak umístěné blíže ke komunikacím, na křižovatkách s velkým provozem, na městském obchvatu, rychlostních silnicích, bulvárech, ale i na malých uzavřených ulicích.
Airparif má asi padesát zaměstnanců. Jeho rozpočet činil v roce 2006 5 milionů €, který zajišťuje ze třetiny stát, ze třetiny místní orgány v Île-de-France (region, departementy a město Paříž) a ze třetiny průmyslové podniky ve formě poplatků za činnost znečišťující životní prostředí.